# X.25
Az X.25 CCITT ajánlás, amely a felhasználó és a számítógép-hálózat közötti interfészt definiálja.

## Története
A 70-es évek közepére a csomagkapcsolt WAN hálózatok már nagyobb arányban kezdtek elterjedni, melynek következtében megnőtt az igény a szabványosításra, hiszen a célkitűzés a kompatibilitás megteremtése, illetve a költségek csökkentése volt. A különböző szabványosítási kísérletek eredményeképpen megszületett egy sereg protokoll, melyek közül a legnépszerűbbé az X.25 vált.
Az X.25 igazi csoportmunka eredménye, amely széles nemzetközi elterjedtségnek örvend. A működése egyszerű: egy számítógép a hálózaton keresztül felhív egy másikat, amely vagy válaszol a hívásra, vagy megtagadja azt. Ha válaszol, a kapcsolat kiépül és mindkét irányban megindulhat az adattovábbítás. A felépült kapcsolatot bármelyik fél jogosult megszakítani.

## Működése
Az X.25 rögzíti a DTE (Data Terminal Equipment, vagyis felhasználói végberendezés) és a DCE (Data Circuit-termination Equipment, vagyis hálózati végpont) közötti kommunikáció protokolljait. A DTE hozzákapcsolódik a DCE-hez, amely az X.25 hálózaton belül más DCE pontokhoz, illetve kapcsoló berendezésekhez csatlakozhat. Ha egy DTE (például egy közönséges terminál) nem valósítja meg az X.25 funkcionalitást, akkor az egy PAD fordító berendezésen keresztül kapcsolódhat a DCE-hez. Ekkor ezen PAD fordító lesz felelős az X.25 kapcsolat kiépítéséért, továbbá a végberendezéstől kapott karakterek csomagokká való összeállításáért és továbbításáért is. A PAD funkcióit és a végberendezéssel való kapcsolatát az X25-höz hasonlóan az ITU-T ajánlásai definiálják.
Szemléletesen:

## Alkalmazási területek
Az X.25-ös interfészt jellemzően csomagkapcsolású hálózatokban alkalmazzák. Ezekben a hálózatokban 3 alapvető csomagtípusú szolgálatot határoztak meg, melyekre a későbbiekben is hivatkozni fogunk:
- Az első a datagram (DG) szolgálat, amely lehetővé teszi, hogy a felhasználó a hálózatban független csomagokat bárhová elküldhessen, illetve bárhonnan fogadhasson.
- A második az állandó virtuális áramkör (PVC = Permanent Virtual Circuit), amely két DTE-t állandóan összeköt egy logikai csatornával. Ez biztosítja a csomagváltásokkor a sorrendhelyességet.
- A harmadik szolgáltatás a virtuális hívás (VC = Virtual Call), amely az előbbi PVC, mint rövid időre kapcsolt összeköttetés megfelelője.

Az előbbieken felül fontos szolgáltatás még a csomagösszeállítás-felbontás (PAD = Packet Assembly Disassembly), amely a nem csomagkapcsolt hálózatokkal való illesztést biztosítja. Ez a funkció az előfizető bit és karakterfolyamatait csomagokká alakítja, mellyel lehetővé teszi a karakter üzemmódú terminálok DTE-vel való csomag üzemmódú kommunikációját.

## Az OSI modell megvalósítása
Az X.25 ajánlás alapján elkészített berendezések az OSI 7 szintű referenciamodelljének alsó 3 szintjét valósítják meg, miközben maga az ajánlás lényegében a 3. és 4. szint közötti interfészt definiálja.A harmadik réteg (ISO 8208) specifikálja a csomagformátumot és a hálózati szintű entitások közötti kommunikáció módjait. A második réteg a LAPB (Link Access Procedure, Balanced),az IBM által kifejlesztett SDLC (Synchronous Data Link Control), valamint az ISO által HDLC néven (High-level Data Link Control) szabványosított protokollok módosított változata, ahol a DCE és a DTE közötti link keretformátumának leírása történik, továbbá ez a réteg felelős a hibadetektálásért és a hibás keretek újraküldéséért is. Végül az első réteg definiálja a DCE-DTE link mechanikai és elektromos paramétereit.

### Az X.25 hálózati rétege
A csomag elejére helyezett fejléce tartalmazza a 12 bites LCI mezőt, amely a csomag haladását segítő VC-t azonosítja. Ez az érték lokális az X.25 kapcsológépek portjaira nézve, tehát csupán két kapcsológép között azonosítja a VC-t. Tehát ugyanazt a VC-t egy másik szakaszon már más LCI jelölheti. Ez azért hasznos, mert ha az LCI az egész VC-n ugyanaz volna, akkor a világ összes VC-jének különböző LCI-t kellene adni, amihez már kevés lenne a 12 bit. Így viszont csak az egy linken áthaladó VC-k között tesz különbséget az LCI, amihez elegendő lesz a rendelkezésre álló 12 bites tartomány. A hívott fél címe a kapcsolat felépítéséhez használatos csomagokban található meg - a VC kiépülése is ez alapján történik.
Az X.25 az ITU-T X.121 nevű ajánlásában definiált címformátumot használja. Az X.121 címek változó hosszúak, maximum 14 számjegyből állhatnak, formátumukat tekintve a telefonszámokra emlékeztetnek. Az első 3 digit az országot azonosítja, a negyedik az országon belüli X.25 szolgáltatót, míg a maradék (maximum) 10 jegyen található a hívott fél száma. A hívott fél címére azonban csak híváskor van szükség, a VC kiépülése után már csak a hálózattól kapott LCI szükséges a VC azonosításához. PVC használatakor ezzel szemben nincs szükség hívásra, és így a cím használatára sem.

### A LAPB
A LAPB felel a szomszédos gépek közötti kapcsolattartásért. Sorrendhelyes, hibamentes adatátvitelt biztosít, az adatátvitelt bájtokba csoportosított bitek segítségével hajtja végre. A link-en elküldött összes keretet sorszámozza, a másik fél pedig időnként nyugtázza, hogy melyik a legnagyobb sorszámú keret, amit megkapott. Ha valamelyik keret kimarad, vagy megsérül, akkor az LAPB az adott keretig való visszaugrást kér a szomszédos kapcsológéptől, aki a hibás kerettől kezdve mindent újraküld. Ehhez természetesen szükséges az, hogy a már elküldött kereteket is megőrizzük a memóriában (amíg a nyugta meg nem érkezik). A LAPB ezen felül lehetővé teszi, hogy a vevő visszafogja az adót, azaz, ha túl gyorsan érkeznek a keretek, akkor lassítást kérhet. Erre akkor lehet szükség, ha esetleg a VC következő szakasza zsúfolt vagy kisebb kapacitású link-en vezet, és így a kereteket nem lehet olyan sebességgel továbbítani, ahogy a megelőző szakaszon. Torlódást okozhat az is, ha a következő szakaszon nagyobb a bithiba-arány és több újraküldés szükséges, vagy ha a kapcsológépnek az előzőnél lényegesen kisebb a kapacitása.
A LAPB keretei:
- Információs: normál adatátvitelre szolgál. Tartalmazza a keret saját sorszámát, valamint a másik féltől legutoljára sikeresen átvett keret sorszámát. Ezzel nyugtázza a küldő a másik félnek egy keret vételét. Ez azért jó, mert ha van elküldendő információ, akkor egy keretben az információt is elküldhetjük, és a nyugtázást is megoldhatjuk.
- Felügyeleti: ezek a keretek nem hordoznak adatot, csak a kapcsolat szervezésében játszanak szerepet. A küldő így tudja jelezni, hogy pillanatnyilag nem kész új adatok fogadására, vagy esetleg hibás keret érkezett.
- Számozatlan: mint a neve is mutatja, nem sorszámozzák. Ezek a keretek a kapcsolat kiépítésére, a sorszámozás elindítására, továbbá a kapcsolat lebontására használhatók fel.

### Az X.25 fizikai rétege
A fizikai szint a csomagkapcsoló központhoz való kapcsolódását biztosítja adatáramkörökön keresztül. Ez az adatáramkör lehet bérelt, vagy akár analóg távbeszélő áramkör is. Analóg esetben a modemes összeköttetés V.24 ajánlása használható, melyet X.21bis szabvány néven is szokás emlegetni. A fizikai réteg eredetileg ezt, a soros porthoz hasonló protokollt használta. Segítségével 4 vezetéken létesíthetünk full-duplex kapcsolatot (maximum19.2 kbit/s sebességig). Manapság szinte bármilyen digitális interfész alkalmas lehet a szerepkör betöltésére.

## Összegzés
Az X.25 tehát összeköttetés alapú szolgáltatást nyújt, és mind a kapcsolt virtuális, mind pedig az állandó virtuális áramköri működést támogatja. Mindent egybevetve azonban az X.25 meglehetősen lassú. A tipikus fizikai sebesség 64 kbit/s körül mozog, de nem ritka ennek a töredéke (~ 9600 bit/s) sem. Amiatt, hogy minden kapcsológépben, minden kapcsolatra külön forgalomszabályozás történik, a gyakorlati sebesség a fizikai sebességnek jellemzően csak a harmada.